# Will Rogers-jelenség
A Will Rogers-jelenség, melyet néha Okie-paradoxonnak is neveznek,azt a jelenséget írja le, amikor egy elem egyik csoportból a másikba való áthelyezése mindkét csoport átlagának megnövekedéséhez vezet. Nevét egy Will Rogers nevű komikusnak tulajdonított vicc után kapta, amely a nagy gazdasági világválság idején történt „Dust Bowl” migrációról szólt :

„Amikor az okie-k elhagyták Oklahomát és Kaliforniába költöztek, mindkét államban megnőtt az emberek átlagos intelligenciája”

A vicc lényege, hogy az okie-k (a Dust Bowl alatt Oklahomából Kaliforniába bevándorlók) nem voltak olyan okosak, mint az átlagos oklahomaiak, de okosabbak voltak, mint az átlagos kaliforniaiak. Ezt az idézetet először az oklahomai születésű Rogersnek tulajdonították évtizedekkel a halála után; ugyanannak a viccnek különböző helyekkel és személyekkel kapcsolatos változatai már legalább 15 évvel azelőtt keringtek, mielőtt a vicc ismert változata megszületett.Később Új-Zéland miniszterelnöke is viccelődött ezzel, amikor azt mondta, hogy az Ausztráliába kivándorló új-zélandiak mindkét ország IQ-ját megnövelik.
A paradoxon mindkét csoport intelligenciájának emelkedéséből adódik, ami azt a látszatot kelti, mintha a semmiből, hirtelen az emberek intelligensebbé váltak volna. A teljes népesség azonban megtartja ugyanazt az átlagos intelligenciát: a paradoxon magyarázata abban rejlik, hogy egy közepes intelligenciájú személy áthelyezése a magas intelligenciájú csoportból az alacsony intelligenciájú csoportba növeli mind az alacsony, mind a magas intelligenciájú csoport átlagos intelligenciáját, miközben a teljes népesség átlagát (amely a két csoport intelligenciájának súlyozott átlaga) nem befolyásolja.

## Számtani példák
Vegyük példának a következő R és S halmazokat, amelyek számtani átlaga 2,5, illetve 7.
{\displaystyle \left\{{\begin{array}{lll}R&=\{1,2,3,4\}&({\text{mean}}=2.5)\\S&=\{{\bf {5}},6,7,8,9\}&({\text{mean}}=7)\end{array}}\right\}\rightarrow \left\{{\begin{array}{lll}R&=\{1,2,3,4,{\bf {5}}\}&({\text{mean}}=3)\\S&=\{6,7,8,9\}&({\text{mean}}=7.5)\end{array}}\right\}}
Ha az S halmazból az 5 átkerül az R halmazba, akkor az R halmaz számtani átlaga 3-ra, míg az S halmaz számtani átlaga 7,5-re nő, még akkor is, ha maguk a számok teljes halmaza, és így azok átlaga nem változott.
Vannak példák, ahol az egyik elem áthelyezése nagyon szélsőséges változást okozhat az átlagokban. Vehetjük az alábbi példát, ahol az R és S halmazok számtani átlaga 1,5, illetve 10033:
{\displaystyle \left\{{\begin{array}{lll}R&=\{1,2\}&({\text{mean}}=1.5)\\S&=\{{\bf {99}},10\,000,20\,000\}&({\text{mean}}=10\,033)\end{array}}\right\}\rightarrow \left\{{\begin{array}{lll}R&=\{1,2,{\bf {99}}\}&({\text{mean}}=34)\\S&=\{10\,000,20\,000\}&({\text{mean}}=15\,000)\end{array}}\right\}}
Ha a 99-et áthelyezzük S halmazból R halmazba, akkor a számtani átlagok 34-re és 15000-re nőnek. Ez a változás annak köszönhető, hogy a 99-es szám egyszerre van nagyságrendekkel 1 és 2 fölött, illetve 10000 és 20000 alatt.
Az elmozdított számnak nem kell az adott halmazban a legalacsonyabbnak vagy legmagasabbnak lennie; csupán olyan értékkel kell rendelkeznie, amely a két halmaz átlagai között van. Maguknak a halmazoknak pedig lehetnek egymást átfedő tartományaik. Vegyük ezt a példát:
{\displaystyle \left\{{\begin{array}{lll}R&=\{1,3,5,7,9,11,13\}&({\text{mean}}=7)\\S&=\{6,8,{\bf {10}},12,14,16,18\}&({\text{mean}}=12)\end{array}}\right\}\rightarrow \left\{{\begin{array}{lll}R&=\{1,3,5,7,9,{\bf {10}},11,13\}&({\text{mean}}=7.375)\\S&=\{6,8,12,14,16,18\}&({\text{mean}}=12.333)\end{array}}\right\}}
Ha a 10, amely nagyobb, mint az R halmaz 7-es átlaga és kisebb, mint az S halmaz 12-es átlaga, átkerül az S halmazból az R halmazba, a számtani átlagok még mindig nőni fognak, ha nem is olyan nagy mértékben, 7,375-re és 12,333-ra.

## Általános alkalmazás a részpopulációk átlagolására
A jelenségnek vannak olyan ártalmatlanabb gyakorlati példái, mint amit egy kosárlabdával foglalkozó kutatás talált. Ebben az esetben egy viszonylag átlagos játékos egy nagyon jó csapatból átkerült egy nagyon rossz csapatba, ezzel növelve mindkét csapat statisztikai mutatóit.
Jóllehet a jelenség potenciális kockázatot is jelenthet, amikor például az egészségügyben részpopulációk átlagait hasonlítjuk össze, mivel az eredmény attól függően változhat, hogy hogyan oszlik meg a populáció, nem pedig a attól, hogy a populáció egyedei mekkora mértékben változnak. Tágabb értelemben a részpopulációs átlagok akkor is változhatnak, ha a teljes populáción belül nincs tényleges változás. Ez a jelenség  kontraintuitív vagy kifogásolható eredményeket hozhat Pareto- és egyéb kapcsolódó haszonelvű elemzésekben.

## A rákstádiumok migrációja
A jelenség egyik valós példája a rákstádiumok migrációjának orvosi koncepciója, amely Alvan Feinstein klinikust 1985-ben a Will Rogers-jelenség kifejezés megalkotására késztette, egy barátja megjegyzése alapján, aki az idézetet Rogersnek tulajdonította.
A stádiummigrációban egy betegség könnyebb felismerése az emberek vándorlásához vezet az egészséges emberek halmazából az egészségtelen emberek halmazába. Mivel az átcsoportosított emberek valójában nem egészségesek - csupán a nem tökéletes korábbi diagnózis miatt tévesen egészségesnek minősültek -, az egészségesek csoportjából való eltávolításuk növeli az egészségesek csoportjának átlagos élettartamát. Hasonlóképpen, az átkategorizált emberek egészségesebbek, mint a már az egészségtelenek csoportjába tartozó emberek: betegségük olyan csekély mértékű volt, hogy csak az újabb, érzékenyebb teszt tudta kimutatni. Az egészségtelenek halmazába történő átvándorlásuk növeli ennek a csoportnak az átlagos élettartamát is. Mindkét csoport átlagos élettartama statisztikailag meghosszabbodik, még akkor is, ha a betegség korai felismerése nem vezet jobb kezeléshez: mivel a rákot korábban észlelik, több időt élnek az „nem egészséges” csoportban.
A rák esetében beszélhetünk olyan stádiummigrációról is, amikor az egyik, kevésbé veszélyes stádiumból másik, kisebb túlélési eséllyel kecsegtető stádiumba kategorizálják az embereket. Ez történt akkor, amikor a rákos sejtek detekciójánál elkezdtek CT szkennert és MRI-t használni. Az új eszközöknek hála hamarabb fel lehetett ismerni, hogy egy rákos megbetegedésnek vannak-e áttétei. Ennek következményeként voltak betegek, akik a jól lokalizált rákkal küzdők csoportjából átkerültek az áttételes rákkal rendelkezők csoportjába. Az újonnan felfedezett áttétellel rendelkezőknek nagyobb volt a túlélési esélye, mint a már kialakult súlyos áttétellel rendelkezőknek, ezáltal megnövelve az áttételes csoport átlagélettartamát.  Ebben a formában a paradoxon az „equivocation fallacy” (kétértelműségből fakadó tévedés) egyik példájának tekinthető. Ez a típusú tévedés akkor fordul elő, amikor egy kifejezést többféle jelentéssel használnak annak érdekében, hogy a hallgatót megtévesszék. Az élettartam-statisztikáknál ez úgy jelenik meg, hogy a stádiumok közötti vándorlás előtt és után az „egészségtelen” szót különböző jelentésekkel használják, különböző emberek tartoznak bele a fogalomba, mivel a kategorizálás feltételei megváltoznak.  

### Veszélyei
Az igazi veszélye a Will Rogers-paradoxonnak abban rejlik, hogy az adatok alapján úgy tűnhet, egy betegség kezelési módjaiban komoly fejlődések következtek be, miközben valójában a diagnosztizálásban történtek változások. Ez a jelenség volt megfigyelhető egy kutatásban, ami azt az eredményt találta, hogy a rákbetegség túlélési esélye magasabb volt 1977-ben, mint 1953-ban vagy 1964-ben. Ebben az esetben sem a gyógymód hatékonysága nőtt, hanem a betegség kategorizálásának módja változott meg. Különböző technikai újításoknak köszönhetően nőtt a rákos sejtek felismerésének a pontossága. Ennek következményeképpen sok embert a kevésbé súlyos 2-es stádiumból átsoroltak a majdnem halálos 3-as stádiumba. Ez az átsorolás azt eredményezte, hogy mindkét stádium esetén megnőtt a túlélés esélye. Ezenkívül számos tanulmány talált hasonló torzítást az adatokban olyan betegségekkel kapcsolatban, mint a sclerosis multiplex, de más típusú rákbetegségeknél is találtak ehhez hasonló adatokat. A Will Rogers-jelenség nagy problémát jelenthet egy betegség hosszútávú lefolyásának vizsgálatakor is.

### Egy lehetséges megoldás
A Will Rogers-jelenségből származó torzítások kiküszöbölésére alkotott meg Mark és Julian Stander egy módszert. Röviden összefoglalva a módszer lényege az, hogy a különböző elemeknek egy halmazon belül valószínűségeket társítanak arra vonatkozóan, hogy mekkora eséllyel sorolódhatnak át egy másik kategóriába. Ezt a típusú becslést szakértői vélemények és korábbi eredmények alapján lehet megtenni.

## Fordítás
Ez a szócikk részben vagy egészben  a   Will Rogers phenomenon című angol Wikipédia-szócikk ezen változatának fordításán alapul.  Az eredeti cikk szerkesztőit annak laptörténete sorolja fel. Ez a jelzés csupán a megfogalmazás eredetét és a szerzői jogokat jelzi, nem szolgál a cikkben szereplő információk forrásmegjelöléseként.